# 德尼亚体育俱乐部
德尼亚竞技俱乐部（Club Deportivo Dénia），为西班牙德尼亚市的一个足球俱乐部，成立于1927年。